# Tomáš Kalas
Tomáš Kalas (* 15. Mai 1993 in Olmütz) ist ein tschechischer Fußballspieler. Der Verteidiger steht seit 2023 beim deutschen Zweitligisten FC Schalke 04 unter Vertrag und ist ehemaliger tschechischer Nationalspieler.

## Karriere

### Verein
Kalas, als dessen größte Stärke seine Schnelligkeit gilt, begann mit dem Fußballspielen beim SK Sigma Olmütz. Im Jahr 2008 musste der damals 14- bzw. 15-jährige Abwehrspieler aufgrund von Wachstumsproblemen pausieren. In der ersten Jahreshälfte 2009 spielte er für Sigmas U-17, in der zweiten Jahreshälfte bereits für die U-19. In der Winterpause der Saison 2009/10 absolvierte er die Vorbereitung mit der A-Mannschaft und nahm auch am Winterturnier Tipsport Liga teil, anschließend spielte er weiter bei den A-Junioren.
Am 5. Mai 2010 debütierte Kalas im Alter von 16 Jahren beim 2:0-Sieg Sigmas gegen Slovan Liberec über die volle Spielzeit in der Gambrinus Liga.
Im Sommer 2010 wurde Kalas vom FC Chelsea verpflichtet und für ein Jahr an seinen bisherigen Klub Sigma Olmütz ausgeliehen, bei dem er weiterhin Spielpraxis sammeln sollte. Nach einem 14-tägigen Aufenthalt in der Winterpause der Saison 2010/11 entschied der FC Chelsea, Kalas bereits im Januar 2011 nach London zurückzuholen. Im August 2011 wurde er an den niederländischen Ehrendivisionär Vitesse Arnheim ausgeliehen.
Zur Saison 2013/14 kehrte er zum Team von José Mourinho zurück. Am 27. April 2014 absolvierte er beim 2:0-Sieg gegen den FC Liverpool sein Debüt in der Premier League.
Zur Saison 2014/15 wechselte Kalas auf Leihbasis in die Bundesliga zum 1. FC Köln. Nachdem er als Innenverteidiger Nummer vier hinter Kevin Wimmer, Dominic Maroh und Mergim Mavraj nur zu zwei Einsätzen in der zweiten Mannschaft in der Regionalliga West gekommen war, wurde das Leihgeschäft nach der Hinrunde beendet.
Kalas wurde daraufhin bis zum Saisonende in die Football League Championship zum FC Middlesbrough weiterverliehen. Die Leihe endete am 19. April und konnte aufgrund der Regularien nicht verlängert werden. Dennoch nahm Kalas bis zum Saisonende am Training des FC Middlesbrough teil. Im Juli 2015 wurde die Leihe schließlich auf die Saison 2015/16 ausgedehnt.
Am 26. August 2023 wechselte Kalas nach Deutschland zum FC Schalke 04 in die 2. Bundesliga.

### Nationalmannschaft
Kalas debütierte am 5. September 2009 in der tschechischen U-17-Auswahl, die an diesem Tag mit 1:0 gegen die belarussische U-17-Mannschaft mit 1:0 gewann. Seinen ersten Treffer erzielte der Verteidiger beim 3:3-Remis gegen Norwegen beim U-17-Turnier im spanischen La Manga am 8. Februar 2010. Im Mai 2010 nahm Kalas mit Tschechien an der U-17-Fußball-Europameisterschaft 2010 in Liechtenstein teil, bei der die tschechische Auswahl in der Gruppenphase ausschied. Im letzten Gruppenspiel gegen Griechenland sah Kalas zum ersten Mal in seiner Karriere die rote Karte. Im Sommer 2015 nahm Kalas mit der U-21-Auswahl Tschechiens an der Europameisterschaft im eigenen Land teil.
Bei der Europameisterschaft 2021 stand er im tschechischen Aufgebot, das im Viertelfinale gegen Dänemark ausschied.